# 遠藤巧磨
遠藤 巧磨（えんどう たくま、1985年10月17日 - ）は、日本の俳優。静岡県出身。

## 人物
身長172cm。音楽活動(バンド)を経て俳優として活動を始める。以降、数々の舞台、ドラマ、映画に出演する傍ら、即興芝居のイベントなどにも参加し実力を磨く。2013年3月、半年間の活動期間限定劇団アボガドカフェに参加。2期生として活動を終了した後、3期生としても参加。後々深く関わることになる服部整治（脚本演出担当）と出会う。2014年10月、それまで所属していたサラエンターテイメント（現：パワーピット、2014年10月 - ）を離れフリーになる。事務所所属俳優として最後の仕事は、2014年11月の杉並フェスタ。2015年6月、アボガドカフェで出会って以来、主催イベントや舞台に出演するなど何かと懇意にし続けてきた服部整治主宰（脚本演出、時々俳優）の演劇ユニットSPIRAL CHARIOTSがエントリーしていた、第8回下北沢ルナティック演劇祭の決勝進出作品に参加。最終回に同ユニットのメンバーとなることが正式発表された。演劇祭は優勝、最優秀演出賞も獲得。パーカッショニストとして活動しているミュージシャンrinamameは実の姉。

## 出演

### テレビ番組
ドラマ
- 1リットルの涙
- OL日本
- ギラギラ
- 警官の血
- 美味学園
- 超人ウタダ
- ここはグリーンウッド
- エゴイスト 〜egoist〜
- 東大落城

バラエティー
- 人生が変わる1分間の深イイ話 ＃126『夫婦SP』（NTV）
- 学校へ行こう!MAX イケメン絶叫コンテスト（TBS）

### 映画
- カイジ
- HK 変態仮面
- ROOKIES
- ku on

### Vシネマ
- ギャングシティ 大阪黙示録（2018年） - イワモト

### 舞台・イベント
- ミュージカル『フレンドシップ』 - 北島正役
- k”sプロデュース『もろもろよろしければ』 - 佐藤正樹役
- 空族『真空』タクマ役
- 劇団MUSA『蟻の街のマリア』 - 会長役
- 劇団MUSA『車椅子の結婚式』（前進座劇場） - 近藤修二役
- 東京サギまがい第30 回公演『めまぐるしく静かな時間』
- 劇団夜想会『俺は、君のためにこそ死ににいく』（紀伊國屋ホール）
- 朝倉薫演劇団「スタント」（2011年5月16日-22日、池袋シアターKASSAI） - 内藤真介 役
- ジンギスカン 〜わが剣、熱砂を染めよ〜（2011年10月3日-13日、渋谷区文化総合センター大和田）
- 劇団夜想会『ミュージカル誠〜とびだせ新撰組〜』（俳優座劇場、紀伊國屋サザンシアター） - 永倉新八役
- FROG－新撰組寄留記－（2013年2月1日-4日、六行会ホール） - 古高俊太郎 / 服部 役
- ソラリネ。＃06『僕ちの町は一ヶ月後ダムに沈む』（上野ストアハウス） - 篤史役
- 劇団アボガドカフェ『ペイントマン－Tsunagi’s finish a false with a coat－』（新宿シアターモリエール） - 新藤アラタ役
- 劇団アボガドカフェ『新カフェマン〜 please call me apron boy 〜』（築地本願寺ブティストホール） - トレンディ役
- 劇団アボガドカフェ『リベンジマン』（新宿シアターモリエール） - 舘恭平役
- 劇団アボガドカフェ『サキガケマン』（築地本願寺ブディストホール）
- YOHプロデュース ARTイベント『喜怒哀楽 -ART Xmas-』
- SPIRAL CHARIOTS『螺旋戦車　PART17　年末hospital』
- STAGE×12 vol.9『渚にまつわるエキストラ』（赤坂GENKI劇場） - スター川西役
- ソラリネ。＃11『歓喜の歌』（上野ストアハウス） - 高藤修二役
- STAGE×12 vol.12 『グランドハウストーキョー』（本多劇場グループ小劇場B1） - 川西役
- 『人狼の王子様　2nd season』（上野ストアハウス） - クラウス役
- FREE(S)『男女∞人下北沢物語ん。』（本多劇場グループ小劇場B1） - 三雄役
- 神田時来組『弱漢たち〜新撰組外伝半人前史書〜』（中目黒キンケロシアター）
- SPIRAL CHARIOTS螺旋戦車PART19『virus hospital-レントゲン技師の憂鬱-』
- WEEKEND THEATER #148『プロジェクトABC』（高円寺スタジオK）
- SPIRAL CHARIOTS 分隊　SPINOFFCHARIOTS 6th 『addicted』
- すぎなみフェスタ
- FREE(S)『大人のこども』（下北沢シアター711） - 直人役（主演）
- SPIRAL CHARIOTS螺旋戦車PART21 『TALKATIVE MAFIA』
- SPIRAL CHARIOTS 11th『HATTORI半蔵』（築地本願寺ブディストホール） - 長門アキノスケ役
- ゴブリン串田のミニシアター〜カイワゲキタチ〜（神田Kホール）
- SECOND N PRODUCE『Sevenmen Sixwomen』（高田馬場ラビネスト） - 銀二役（主演）
- SPIRALCHARIOTS ACTALK LIVE 螺旋戦車PART23『TALKATIVE MAFIA-ビッグマムミュージカル-』
- 舞台版『ソングドリーマーズ☆』（上野ストアハウス）　※日替わりゲスト・千秋楽
- ゴブリン串田とスネちゃまのミニシアター『俺なりのコメディー』（神田Kホール）
- 第8回下北沢ルナティック演劇祭優勝SPIRALCHARIOTS分隊SPINOFFCHARIOTS『「dreadful prawn+」-怖い海老plus-』
- 蜂寅企画『五右衛門烈風伝〜百万両の金魚〜』（築地本願寺ブティストホール） - 潮役
- SPIRAL CHARIOTS　第12回本公演『mistake　-カルミア島殺人事件-』）ウッディシアター中目黒） - ケレン身太郎役
- SECOND N PRODUCE Vol.11『DOWNTOWN HOTEL』（千本桜ホール） - 匠役（主演）
- 演劇×音楽『B・M・P』（新宿グラムシュタイン）
- TUFF MANIA（新宿ネイキッドロフト）
- HYBRD PROJECT アトリエ公演3rd satellite『十二夜』（新宿村LIVE） - Team Emerald サー・トービー役
- 劇団居酒屋ベースボール〜えのもとぐりむ作品集〜『鴟梟-sikyou-』（Geki地下Liberty） - 市蔵役
- わたあめ工場 2023年度本公演 #19『Vamp up』（CBGKシブゲキ!!）[1]
- ろくでなしコーラス（浅草花劇場） - ジュリー 役[2]
- 人狼系推理バトル【レジスタンスイレブン〜潜春と謀略の交差点〜】（CBGKシブゲキ!!）[3]

### モデル
- 東京工科大学オープンキャンパスイメージモデル

### CM
- ナイキ
- レオパレス
- チャムス(WEB)